# Cimolestes
Cimolestes (van Oudgrieks Κιμο λέστες, 'krijtrover') is een geslacht van uitgestorven vroege eutheriërs met een volledig gebit, aangepast aan het eten van insecten en andere kleine dieren. Het is de naamgever van de Cimolesta. De soorten van dit geslacht leefden tijdens het Laat-Krijt en Vroeg-Paleoceen in Noord-Amerika.
Paleontologen zijn het oneens over de verwantschap met andere zoogdieren, deels omdat er heel andere dieren aan het geslacht werden toegewezen, waardoor Cimolestes eerder een rangtaxon is van dieren met vergelijkbare kenmerken dan een geslacht van nauw verwante dieren. Er zijn fossielen gevonden in Noord-Amerika, Zuid-Amerika, Europa en Afrika. Cimolestes verscheen voor het eerst tijdens het Laat-Krijt van Noord-Amerika. Volgens sommige paleontologen stierf Cimolestes uit aan het begin van het Paleoceen, terwijl anderen het geslacht melden vanaf het Vroeg-Eoceen.
De meeste soorten zijn beschreven aan de hand van tanden en afzonderlijke fragmenten. Er is één compleet geleed skelet gevonden dat voorlopig aan Cimolestes wordt toegewezen. Het toont een klein, beweeglijk, boombewonend roofdier met lange tenen om takken vast te grijpen en een grijpstaart die minstens twee keer zo lang is als zijn lichaam. Het heeft het grootste aantal staartwervels dat bekend is bij enig ander zoogdier.

## Soorten
Het geslacht Cimolestes omvatte tot 2015 verschillende soorten ratachtige zoogdieren. Na nieuw onderzoek behoren alleen de typesoort Cimolestes incisus en C. stirtoni nog tot het geslacht. C. magnus, C. cerberoides en C. propalaeoryctes zijn nu ingedeeld in eigen geslachten, respectievelijk Altacreodus, Ambilestes en Scollardius.

## Voorkomen
De oudste fossielen van Cimolestes dateren uit het Maastrichtien, het laatste deel van het Krijt, met vondsten in de Verenigde Staten en Canada. Cimolestes is ook bekend van na de Krijt-Paleogeengrens en overleefde als een van de weinige dieren de overgang van het Krijt naar het Paleoceen.

## Classificatie
Het geslacht werd ooit beschouwd als buideldieren; later werd het opnieuw ingedeeld bij de placentale zoogdieren, als voorouders van de Carnivora en de uitgestorven Creodonta. Recente onderzoekers zijn het erover eens dat de soorten die bij Cimolestes horen primitieve eutherische zoogdieren zijn, leden van een cimolestide clade (een orde of familie genoemd naar het geslacht), die deel uitmaakt van de grotere clade Didelphodonta (een superorde of orde, niet te verwarren met de buideldierclade Didelphimorphia). Didelphodonten zijn geplaatst binnen de Ferae, als een zustergroep van Carnivora. Er is echter een consensus aan het ontstaan dat moderne placentazoogdieren later evolueerden dan eerder werd gedacht, dat andere soorten zoogdieren een lange, gediversifieerde en succesvolle geschiedenis hadden en dat Cimolestes en veel verwante geslachten stameutheriërs zijn, nauwer verwant aan placenta- dan aan buideldieren, maar buiten de eigenlijke placentazoogdieren, en niet nauw verwant aan enig levend dier.
Cimolestes in het bijzonder is de directe outgroup van Taeniodonta, wat erop wijst dat deze laatste is geëvolueerd uit vormen die erop lijken.